# Mount Willis
Mount Willis ist ein Berg in der antarktischen Ross Dependency. In den Cook Mountains ragt 3 km südlich des Mount Chalmers im südlichen Teil der Conway Range auf.
Der United States Geological Survey kartierte ihn anhand eigener Tellurometervermessungen und Luftaufnahmen der United States Navy aus den Jahren von 1959 bis 1963. Das Advisory Committee on Antarctic Names benannte ihn 1965 nach Lieutenant Commander Charles H. Willis (1925–1981), Kommandant der USS Wilhoite als Wetterschiff zur Unterstützung der Luftoperationen zwischen dem neuseeländischen Christchurch und der McMurdo-Station bei der Operation Deep Freeze des Jahres 1961.